# Makuuchi
No sumô, Makuuchi (幕内) representa o  topo da hierarquia dos praticantes profissionais do esporte. Esta categoria comporta um número fixo de 42 lutadores, divididos em diversos rankings.
O ranking mais elevado é o de Yokozuna e o mais baixo varia entre Maegashira 16 e 17, dependendo do número de san'yaku (Komusubi, Sekiwake, Ozeki e Yokozuna) naquele torneio.
O sumotori (lutador de sumo em Japonês) ao atingir a primeira divisão, inicia no ranking Maegashira. Vencendo a maioria das 15 lutas de cada torneio, o sumotori é promovido até chegar ao ranking de Maegashira 1.
São realizados 6 torneios por ano, sendo que em cada torneio os sumotoris têm de lutar 15 vezes, uma vez por dia. Ao vencer a maioria das lutas, isto é, mais de 8 lutas, o sumotori obtém o Kachi-koshi que é uma espécie de salvo - a condição para ser promovido no ranking.
Continuando em carreira ascendente, é promovido a Komusubi, depois a Sekiwake e finalmente a Ozeki.
Como Ozeki, conseguindo ser campeão em 2 torneios seguidos, é finalmente promovido a Yokozuna, o ranking mais alto do sumô profissional.